# 回民区
回民区（かいみん-く、モンゴル語：ᠬᠣᠳᠣᠩ
ᠠᠷᠠᠳ ᠤᠨ
ᠲᠣᠭᠣᠷᠢᠭ　転写：Qotong arad-un toɣoriɣ）は、中華人民共和国内モンゴル自治区フフホト市に位置する市轄区。
1950年12月28日、帰綏市回民自治区が成立。1956年11月、フフホト市回民区となる。フフホト市街西北部に位置し、区名は回族が多く居住する地域であったことより命名された。区人民政府は新華西路街道に位置する。

## 行政区画
- ジュール・ゴドムジ（街道）
  - シンフア・バローン・ジャムン・ジュール・ゴドムジ（新華西路街道）
  - 中山西路街道
  - 光明路街道
  - ハイラル・バローン・ジャムン・ジュール・ゴドムジ（海拉爾西路街道）
  - 環河街街道
  - 通道街街道
  - ボルド・トモル･ジャムン・ジュール・ゴドムジ（鋼鉄路街道）
- 鎮:攸攸板鎮